# Rose Bowl 2024
Match précédent Match suivant
Le Rose Bowl 2024 est un match de football américain de niveau universitaire qui sera joué après la saison régulière de 2023, le 1er janvier 2024, au Rose Bowl de Pasadena en Californie. 
Il s'agit de la 110e édition du Rose Bowl.
Le match constitue une des demi-finales du College Football Playoff et oppose l'équipe championne de la conférence SEC, les no 4 du Crimson Tide de l'Alabama à l'équipe championne de la conférence Big 10, les no 1 des Wolverines du Michigan. Le 8 janvier 2024, le vainqueur rencontrera le vainqueur du Sugar Bowl 2024 à l'occasion du College Football Championship Game 2024 joué au NRG Stadium de Houston au Texas.
Il débute à 14 h 11 locales et est retransmis en télévision sur ESPN,.
Sponsorisé par la société Prudential Financial, le match est officiellement dénommé le College Football Playoff Semifinal at the Rose Bowl Game presented by Prudential.
Michigan remporte le match sur le score de 35 à 31 en première prolongation.

## Équipes
Les équipes qui participent au match ont été désignées et annoncées par le comité de sélection du CFP le dimanche 3 décembre 2023.
| Équipes | Couleurs | Conférences | Entraîneurs              | Stats. saison rég. | Classements avant le bowl | Classements avant le bowl | Classements avant le bowl |
| --- | -------- | ----------- | ------------------------ | ------------------ | ------------------------- | ------------------------- | ------------------------- |
| Équipes | Couleurs | Conférences | Entraîneurs              | Stats. saison rég. | CFP                       | AP                        | Coaches                   |
| Crimson Tide de l'Alabama                                                                                    |          | SEC         | Nick Saban (17e saison)  | 12-1               | no 5                      | no 4                      | no 4                      |
| Wolverines du Michigan                                                                                       |          | Big 10      | Jim Harbaugh (9e saison) | 13-0               | no 1                      | no 1                      | no 1                      |
| - Arbitre : Michael Vandervelde (Big 12} - Équipe donnée favorite par les bookmakers : Michigan par 2 points |          |             |                          |                    |                           |                           |                           |

Il s'agit de la 6e rencontre entre les deux équipes, Alabama menant les statistiques avec 3 victoires contre 2 pour Michigan ;
| Saison | Date               | Vainqueur | Score   | Compétition            |
| ------ | ------------------ | --------- | ------- | ---------------------- |
| 2019   | 1er janvier 2020   | Alabama   | 35 - 16 | Vrbo Citrus Bowl 2020  |
| 2011   | 1er septembre 2012 | Alabama   | 41 - 14 | Saison régulière       |
| 2018   | 1er janvier 2019   | Michigan  | 35 - 34 | Orange Bowl 2019       |
| 1996   | 1er janvier 1997   | Alabama   | 17 - 14 | Outback Bowl 1998      |
| 1987   | 2 janvier 1988     | Michigan  | 28 - 24 | Hall of Fame Bowl 1988 |

### Crimson Tide de l'Alabama
Avec un bilan global en saison régulière de 11 victoires et 1 défaites (8-0 en matchs de conférence), Alabama est éligible et accepte l'invitation du comité de sélection du CFP de participer au Rose Bowl de 2024. La défaite 24 à 34 en 2e semaine contre les Longhorns du Texas suivie par une victoire peu convaincante sur USF la semaine suivante, les fait descendre au 13e rang du classement de l'AP. Les victoires s'enchainent alors dont l'Iron Bowl gagné 27 à 24 contre les Tigers d'Auburn grâce à un touchdown de 31 yards en 4e down (passe de Jalen Monroe vers Isaiah Bond).
Ils terminent 1er de la Division West de la Southeastern Conference et reportent la finale de conférence 27 à 24 jouée contre les Georgia brisant la série de victoires consécutives (29) des Bulldogs.
À l'issue de la saison 2023 (bowl non compris), ils sont désignés no 4 aux classements CFP, no 5 au classement AP et no 4 à égalité au classement Coaches.
Il s'agit de leur 8e participation au Rose Bowl (1926, 1927, 1931, 1935, 1938, 1946, 2021) avec un bilan de 5 victoires, 1 nul et 1 défaite, leur dernière victoire ayant été acquise lors du Rose Bowl 2021 contre Notre Dame (31-14).
| Logo     | Postes          | Joueurs                                         | Statistiques                                                      |
| -------- | --------------- | ----------------------------------------------- | ----------------------------------------------------------------- |
|          | Quarterback     | Jalen Milroe                                    | 171/261 passes réussies pour 2 718 yards, 23 TDs, 6 interceptions |
| Coureur  | Jase Macclellan | 160 courses pour 803 yards nets gagnés et 6 TDs |                                                                   |
| Receveur | Jermaine Burton | 35 réceptions pour 777yards et 8 TDs            |                                                                   |

### Wolverines du Michigan
Avec un bilan global en saison régulière de 12 victoires sans défaite (9-0 en matchs de conférence), Michigan est éligible et accepte l'invitation du comité de sélection du CFP de participer au Rose Bowl de 2022.
À la suite des sanctions prises par le NCAA consécutives aux violations des règles de recrutement en période de Covid-19 en 2020 et au scandale du vol de signes utilisés par les équipes adverses en bord de terrain (en), l'équipe doit se passer de son entraîneur principal Jim Harbaugh pendant six matchs de saison régulière. Ils terminent 1er de la Division East de la Big Ten Conference et remportent ensuite la finale de conférence 36 à 0 jouée contre les Hawkeyes de l'Iowa.
À l'issue de la saison 2023 (bowl non compris), ils sont désignés no 1 aux classements CFP, AP et Coache's.
Il s'agit de leur 21e participation au Rose Bowl avec un bilan de 8 victoires pour 12 défaites, les trois derniers matchs ayant été perdus en 2004, 2005 et 2007, leur dernière victoire remontant au Rose Bowl 1998 gagné 21 à 16 contre les Cougars de Washington State.
| Logo     | Postes       | Joueurs                                            | Statistiques                                                      |
| -------- | ------------ | -------------------------------------------------- | ----------------------------------------------------------------- |
|          | Quarterback  | J.J. McCarthy                                      | 213/287 passes réussies pour 2 630 yards, 19 TDs, 4 interceptions |
| Coureur  | Blake Corum  | 218 courses pour 1 028 yards nets gagnés et 24 TDs |                                                                   |
| Receveur | Roman Wilson | 41 réceptions pour 662 yards et 11 TDs             |                                                                   |

## Résumé du match
Début du match à 14 h 11 locales, fin à 17 h 44 locales pour une durée totale de jeu de 3 h 33.
Températures de 64 degrés Fahrenheit (18 °C), vent du nord à 2 mi/h (3 km/h), ensoleillé.
| QT            | Temps         | Drive         | Drive         | Drive         | Équipe        | Description de l'action                                                                                         | Score  | Score  |
| ------------- | ------------- | ------------- | ------------- | ------------- | ------------- | --- | ------ | ------ |
| QT            | Temps         | Jeux          | Yards         | TDP           | Équipe        | Description de l'action                                                                                         | #4 ALA | #1 MIC |
| 1             | 09:41         | 4             | 44            | 02:11         | ALA           | TD à la suite d'une course de 34 yards par le RB Jase McClellan (+ 1 pt de conversion par le K Will Reichard)   | 7      | 0      |
| 1             | 04:23         | 10            | 75            | 05:18         | MIC           | TD de 8 yards par le RB Blake Corum (passe du QB J.J. McCarthy + 1 pt de conversion par le K James Turner)      | 7      | 7      |
|               |               |               |               |               |               | |        |        |
| 2             | 03:49         | 8             | 83            | 04:43         | MIC           | TD de 38 yards par le WR Tyler Morris (passe du QB J.J. McCarthy mais la tentative de conversion à 1 pt échoue) | 7      | 13     |
| 2             | 00:07         | 10            | 52            | 03:37         | ALA           | FG de 50 yards par le K Will Reichard                                                                           | 10     | 13     |
|               |               |               |               |               |               | |        |        |
| 4             | 14:30         | 8             | 55            | 04:14         | ALA           | TD à la suite d'une course de 3 yards par le RB Jase McClellan (+ 1 pt de conversion par le K Will Reichard)    | 17     | 13     |
| 4             | 04:41         | 9             | 35            | 05:49         | ALA           | FG de 52 yards par le K Will Reichard                                                                           | 20     | 13     |
| 4             | 01:34         | 8             | 75            | 03:07         | MIC           | TD de 4 yards par le WR Roman Wilson (passe du QB J.J. McCarthy + 1 pt de conversion par le K James Turner)     | 20     | 20     |
|               |               |               |               |               |               | |        |        |
| ET1           | -             | 2             | 25            | -             | MIC           | TD à la suite d'une course de 17 yards par le RB Blake Corum (+ 1 pt de conversion par le K James Turner)       | 20     | 27     |
| Score final : | Score final : | Score final : | Score final : | Score final : | Score final : | Score final :                                                                                                   | 20     | 27     |

## Statistiques
| Systèmes | Noms           | Postes | Équipe   |
| -------- | -------------- | ------ | -------- |
| Attaque  | J. J. McCarthy | QB     | Michigan |
| Défense  | Mason Graham   | DT     | Michigan |

| Statistiques                          | #4 Crimson Tide de l'Alabama                          | #1 Wolverines du Michigan                               |
| ------------------------------------- | ----------------------------------------------------- | ------------------------------------------------------- |
| 1er down                              | 17                                                    | 15                                                      |
| 1er down à la course                  | 13                                                    | 5                                                       |
| 1er down à la passe                   | 4                                                     | 10                                                      |
| 1er down suite pénalité               | 0                                                     | 0                                                       |
| Conversion de 3e down                 | 3/13                                                  | 2/11                                                    |
| Conversion de 4e down                 | 0/1                                                   | 2/2                                                     |
| Jeux–yards                            | 66 jeux pour 288 yards                                | 59 jeux pour 351 yards                                  |
| Yards à la course                     | 43 courses pour 172 yards (moyenne de 4 yards/course) | 32 courses pour 130 yards (moyenne de 4,1 yards/course) |
| Yards à la passe                      | 116                                                   | 221                                                     |
| Passes: Réussies-Tentées-Interceptées | 16/23 passes complétées, 0 interception               | 17/27 passes complétées, 0 interception                 |
| Réussite en zone rouge/chances        | 1/1                                                   | 2/2                                                     |
| TD                                    | 2 (2 à la course)                                     | 4 (1 à la course, 3 à la passe)                         |
| Field Goals                           | 2/2                                                   | 0/1                                                     |
| Sacks (Nombre-Yards)                  | 1 pour 2 yards adverses perdus                        | 6 pour 49 yards adverses perdus                         |
| Fumbles (Nombre/Perdus)               | 5/1                                                   | 3/1                                                     |
| Pénalités (Nombre/Yards perdus)       | 3 pour 15 yards perdus                                | 2 pour 25 yards perdus                                  |
| Temps de possession                   | 32:19                                                 | 27:41                                                   |

| #4 Crimson Tide de l'Alabama |                    |                                                                                                 |
| Quarterback                  | Jalen Milroe       | 16/23 passes complétées, 116 yards, 0 interception, 0 TD, 6 sacks subis, évaluation QB de 111,9 |
| Meilleur coureur             | Jase McClellan     | 14 courses pour 87 yards nets gagnés, 2 TDs, moyenne de 6,2 yards/course                        |
| Meilleur coureur             | Jalen Milroe       | 21 courses pour 63 yards nets gagnés, 0 TD, moyenne de 3 yards/course                           |
| Meilleur coureur             | Justice Haynes     | 4 courses pour 31 yards nets gagnés, 0 TD, moyenne de 7,8 yards/course                          |
| Meilleur receveur            | Isaiah Bond        | 4/5 réceptions pour 47 yards gagnés, 0 TD                                                       |
| Meilleur receveur            | Jermaine Burton    | 4/5 réceptions pour 21 yards gagnés, 0 TD                                                       |
| Meilleur receveur            | CJ Dippre          | 2/2 réceptions pour 15 yards gagnés, 0 TD                                                       |
| Meilleur défenseur           | Caleb Downs        | 8 plaquages dont 6 en solo, 1 passe déviée                                                      |
| Meilleur défenseur           | Kool-Aid McKinstry | 5 plaquages en solo                                                                             |
| #1 Wolverines du Michigan    |                    |                                                                                                 |
| Quarterback                  | J.J. McCarthy      | 17/27 passes complétées, 221 yards, 0 interception, 3 TDs, 0 sack subi, évaluation QB de 168,4  |
| Meilleur coureur             | Blake Corum        | 19 courses pour 83 yards nets gagnés, 1 TD, moyenne de 4,4 yards/course                         |
| Meilleur coureur             | J.J. McCarthy      | 3 courses pour 25 yards nets gagnés, 0 TD, moyenne de 8,3 yards/course                          |
| Meilleur coureur             | Donovan Edwards    | 4 courses pour 11 yards nets gagnés, 0 TD, moyenne de 2,8 yards/course                          |
| Meilleur receveur            | Roman Wilson       | 4/5 réceptions pour 73 yards gagnés, 1 TD                                                       |
| Meilleur receveur            | Semaj Morgan       | 4/5 réceptions pour 24 yards gagnés, 0 TD                                                       |
| Meilleur receveur            | Tyler Morris       | 2/2 réceptions pour 45 yards gagnés, 1 TD                                                       |
| Meilleur receveur            | Blake Corum        | 2/2 réceptions pour 35 yards gagnés, 1 TD                                                       |
| Meilleur défenseur           | Junior Colson      | 10 plaquages dont 5 en solo                                                                     |
| Meilleur défenseur           | Michael Barrett    | 9 plaquages dont 7 en solo, 1 TFL (8 yards), 1 sack (8 yards)                                   |

## Hall of Fame
Avant le match, Cliff Montgomery (en), Columbia; Kirk Herbstreit, ESPN et Ohio State; and Lincoln Kennedy (en), Washington, ont été intronisés au Rose Bowl Hall of Fame, classe 2023.